# 中村太八郎
中村 太八郎（なかむら たはちろう、慶応4年2月20日（1868年3月13日） - 昭和10年（1935年）10月17日）は、日本の普選運動の活動家。

## 概要
長野県東筑摩郡山形村出身。中村太八郎は、1897年7月、木下尚江らと松本で「普通選挙期成同盟会」を結成し、普通選挙運動を始める。1899年10月には、松本の同盟会を母胎として東京にも「普通選挙期成同盟会」が発足させる。同年12月に、松本の「普通選挙期成同盟会」の第1回大会が、中村を会長として開催され、第14議会に提出する請願書を議決した。1000名の「普通選挙請願書」が、1900年1月13日に衆議院に提出された。こうして、松本と東京で活発な普選運動を繰り広げる。1919年（大正8年）3月1日に中村が実行委員長になって日比谷公園で実施された日本最初の大示威運動には5万余人が集まり、行列参加者が1万余であった。 1924年の総選挙で普通選挙に賛成する政党が多数を占め、1925年3月19日に普通選挙法が衆議院を経て貴族院を通過して法律となり、同年5月5日に公布された。

## 生涯
中村太八郎は、1868年（慶応4年）2月20日 、天領（松本藩預地）の信濃国筑摩郡大池村（現山形村）の豪農で名主を代々務める中村琳蔵の長男に生まれた。9歳のときに父が、13歳のときに祖父が亡くなり、母と祖母に育てられた。1883年（明治16年）、松本に遊説に来た岡千仞（おか せんじん）という儒者について上京し、岡塾に入り1年半ほど漢学を学び、片山潜と知り合う。1886年（明治19年）5月から、神田の専修学校（専修大学の前身）で、英語、法律、経済学等を学ぶ。卒業後は郷里に帰り、1890年（明治23年）には地価修正反対運動を起こす。1891年（明治24年）に中山道期成同盟会が組織されると、議会請願のために同志と上京している。1895年（明治28年）三国干渉に反発し、遼東半島返還反対運動を起こし、木下尚江らと松本市公会堂で演説する。
1896年（明治29年）12月に、木下らと「平等会」を組織する。さらに翌1897年4月3日には東京で「社会問題研究会」を片山らと結成した（1898年10月に社会主義研究会に、1900年1月には社会主義協会と改称）。これの5月例会で、普通選挙問題が出た。当時の衆議院議員選挙法は、直接国税15円以上を納める男性に選挙権が与えられていただけだったので、こうした納税額等の制限を設けずに選挙権を平等に行使できるようにするための運動をすぐに始めようと、中村はただちに帰郷し松本地方の旧友同志に呼びかけた。1897年7月、中村太八郎・木下尚江らは、松本で「普通選挙期成同盟会」が結成し、「普通選挙を請願するの趣意」を発表した。そこでは、普通選挙は立憲政治の第一原理であり、すべての国民に等しく選挙権を持たせるべきであることを謳っており、これは日本で最初の普選の宣言であった。普通選挙期成同盟会のメンバーは旧進歩党系と地主・自作層であり、1897年8月3日には普通選挙に関する政談演説会（開明座）を開催した。ところが、1897年（明治30年）8月10日に、中村と木下が県議選関係の恐喝詐偽取財容疑で逮捕され、2人とも一審では有罪判決を受けて控訴し東京へ護送され監獄署に収容された。木下は 1898年（明治31年）12月7日に無罪判決で出獄したが、中村は二審で有罪とされ、服役して1899年5月に出獄する。出獄するとまもなく、7月には松本町上土に「普通選挙期成同盟会」の看板をかけて、運動を再開する。一方、同年10月には、松本の同盟会を母胎として東京にも「普通選挙期成同盟会」が発足させ（1900年11月に普通選挙同盟会と改称）、共同歩調で活動を開始している。1899年12月に、松本の「普通選挙期成同盟会」の第1回大会が、中村を会長として開催され、第14議会に提出する請願書を議決した。1000名の「普通選挙請願書」が、1900年1月13日に衆議院に提出された。東京の普通選挙期成同盟会も同年1月18日に同じく請願書を出している。この2つの請願書は普通選挙請願の嚆矢とされる。第14議会では「委員会ニ於イテ参考トシテ政府ニ送付スヘシト議決セシモノ」のなかに「衆議院議員選挙法改正ノ件」19通が含まれている。これらの運動の成果か、第14議会では選挙法の改正案が通り、衆議院議員選挙法の第1回修正として、直接国税の下限制限が15円から10円に引き下げられた。
1901年1月12日には、松本の第2回普選大会が開かれ、片山を迎えて「宣言」ならびに「決議」を採択している。この大会で、松本の「普通選挙期成同盟会」を「普通選挙同盟会」に改称した。同年10月27日には午前に第3回普通選挙同盟会兼労働者大懇親会を開き6000人も集まったので、てんてこ舞いであった。同日午後には第3回普選大会を、大井憲太郎を招いて1000人の出席のもとに開いている。この1901年には、松本選出の衆議院議員降旗元太郎 （もとたろう）が普選法案を第17議会に提出したが、通過しなかった。1902年1月10日に第7回衆議院議員総選挙が行われ、松本の普選同盟会から中村太八郎と降旗元太郎の2人が同時に立候補した。中村は「貧者、弱者、労働者、小作人、婦人の地位向上を進める」「選挙権のない大多数の国民の意志を代表する」等を標榜し、頭を下げず、世辞を遣わず、種々の約束をせず、酒を買わず、投票を買わず、と言明し運動を進めた。しかし、降旗が当選できたのに対し、中村の得票は伸びずに落選した。この総選挙を機に、普選同盟会を資金的にも応援していた名望家が同盟会を脱退し、松本の普選運動は衰退する。大逆事件を契機に、政府は高等警察課を設け、社会運動や労働運動の息の根を止めようとする厳しい言論統制を加えるようになった。こうした言論統制のもとで、普選運動も圧迫され、普通選挙同盟会は1911年（明治44年）5月29日に解散を命じられた。ただし一方、1911年3月11日、普通選挙法案が衆議院を通過した。1901年に初めて普通選挙法案が上程されてから8回目のことだった。ただし、法案は貴族院で否決され成立することはなかった。
第一次世界大戦中から民主主義の考えが広がり、大正デモクラシーのもと普選運動も再び活発になった。1919年（大正8年）3月1日に中村が実行委員長になって日比谷公園で実施された日本最初の大示威運動には5万余人が集まり、行列参加者が1万余であった。大会の後、中村はすぐに松本に帰り、「普通選挙の檄」を印刷配布して同盟会の再起を図った。同盟会の演説会やデモには300人ほどが参加した。松本の普通選挙同盟会は1919年4月16日に発会式を開いた。1920年2月26日に衆議院が解散し、5月に総選挙が行われると、中村は理想選挙を標榜して同盟会の推薦で松本から立候補した。その選挙運動は、「普通選挙の宣伝」というパンフレットと挨拶状を配り、演説会を開いただけであった。選挙結果は少数の得票を得ただけであった。この選挙の後、中村は普選運動から手を引いた。
1924年（大正13年）の総選挙により、普通選挙に賛成する政党が多数を占めた、加藤高明内閣ができ、「25歳以上の男子は納税額に関係なく選挙権を持つ」という普通選挙法案が、1925年3月19日に枢密院・衆議院を経て貴族院を通過して法律となった。普通選挙法は、1925年5月5日に公布された。その日、東京では普通選挙祝賀会が盛大に催されたが、『報知新聞』は「30年の長きにわたって終始一貫、献身的努力を普選の達成に捧げた“普選の大恩人”中村太八郎を忘れるな」と書いた。5月17日には、松本の深志公園（現在、松本市民会館のある場所）で普通選挙祝賀会が催された。その時の「宣言」は「完全なる普通選挙の実現を期す」と訴えている。新しい普選法は納税額による制限をなくしたが、婦人参政権はなく、25歳という年齢制限があったからである。
1935年（昭和10年）10月17日逝去、享年68であった。墓所は多磨霊園

## 年譜
- 1868年（明治元年）2月20日 - 信濃国筑摩郡大池村（現山形村）に生まれる
- 1883年（明治16年）- 東京の岡塾に入り1年半ほど漢学を学ぶ
- 1886年（明治19年）5月 - 神田の専修学校（専修大学の前身）に入学
- 1890年（明治23年）- 地価修正反対運動を起こす
- 1891年（明治24年）- 中山道期成同盟会に参加し、議会請願のために同志と上京
- 1896年（明治29年）12月 - 木下尚江らと「平等会」を組織
- 1897年（明治30年）4月3日 - 東京で「社会問題研究会」の結成に参加
- 1897年7月 - 木下尚江らとともに松本で「普通選挙期成同盟会」を結成
- 1897年8月3日 - 松本で普通選挙に関する政談演説会を開催
- 1897年（明治30年）8月10日 - 中村と木下が県議選関係の恐喝詐偽取財容疑で逮捕される。一審・二審で有罪とされ服役
- 1899年5月 - 出獄
- 1899年7月 - 松本で普通選挙期成同盟会の運動を再開
- 1899年10月 - 東京に普通選挙期成同盟会を発足させる
- 1899年12月 - 松本の普通選挙期成同盟会第1回大会が、中村を会長として開催する
- 1900年1月13日 - 第14議会に普通選挙請願書を提出。全国初の普通選挙請願書だった
- 1901年1月12日 - 松本の第2回普選大会が開かれる
- 1901年10月27日 - 第3回普通選挙同盟会、労働者大懇親会を開く
- 1902年1月10日 - この日に実施の第7回衆議院議員総選挙に立候補して落選
- 1911年（明治44年）5月29日 - 普通選挙同盟会が解散を命じられる
- 1919年（大正8年）3月1日 - 日比谷公園で実施された日本最初の大示威運動の実行委員長になる
- 1919年4月16日 - 普通選挙同盟会を再建
- 1920年5月 - 衆議院総選挙に立候補したが落選
- 1935年（昭和10年）10月17日 - 逝去、享年68

## 家族
- 妻の中村キルビー・メリ（1883-1963）は英会話教師[13]。1904年に慶応義塾で英語の早期教育を始め、1920年にコドモ英会話会を発足、1937年に芝パークセミナリと改称し、東京府の公認校となり、戦後キルビー学院の名で法人化、西新宿に明宝ビル落成[14]。
- 養子の中村章（1917年生）は病理細菌学者草間滋の三男[13]。